# Tăbărăști, Buzău
Tăbărăști este un sat în comuna Gălbinași din județul Buzău, Muntenia, România.